# Biely kríž

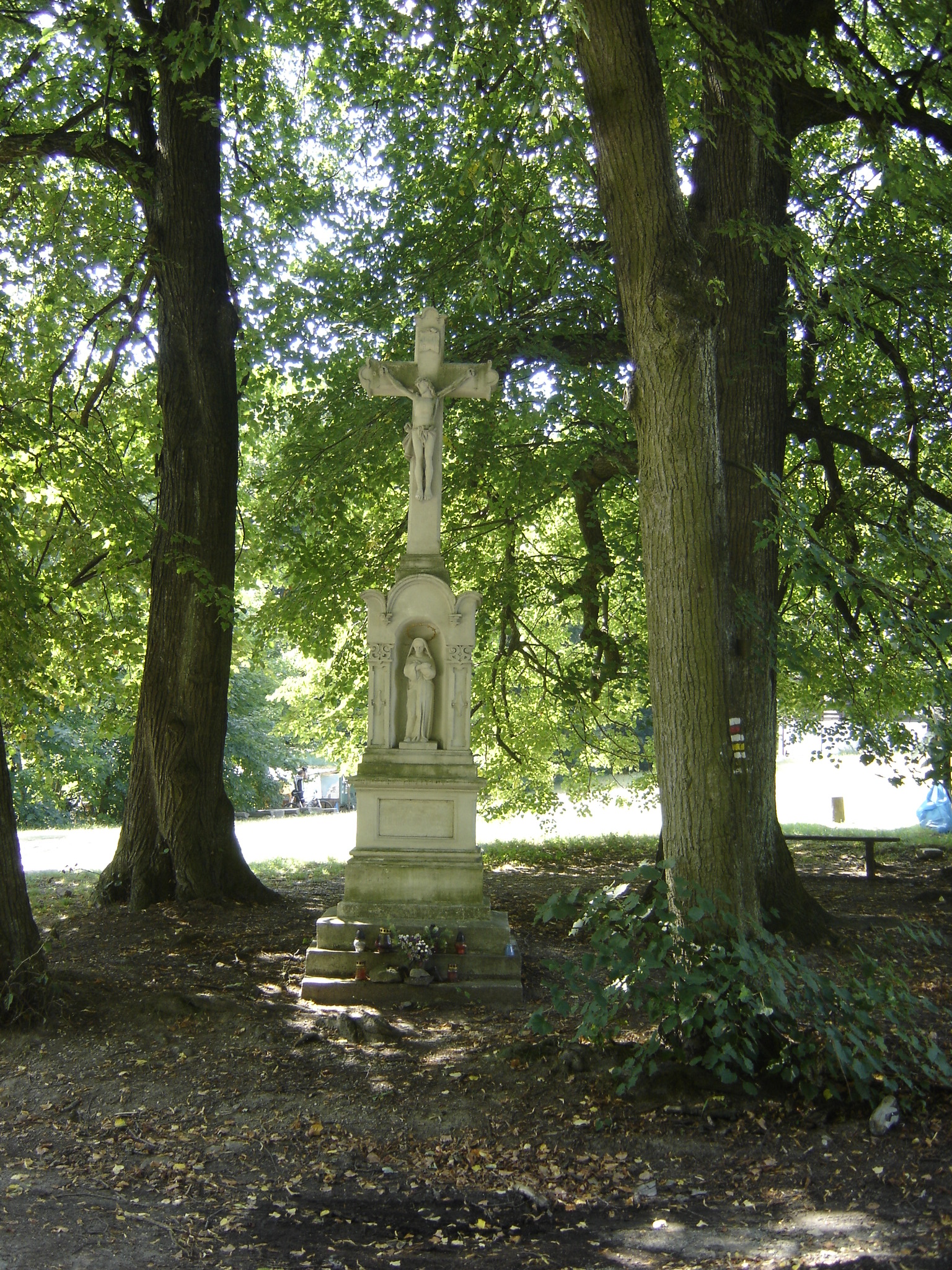
Biely kríž

Biely kríž (Biały Krzyż) – miejsce w Małych Karpatach koło Bratysławy, które jest skrzyżowaniem szlaków turystycznych i ulubionym miejscem odpoczynku oraz punktem orientacyjnym dla turystów górskich i rowerzystów. Na tym obszarze znajduje się chrześcijański krzyż białej barwy. Odległość od bratysławskiej dzielnicy Rača wynosi 4,6 km.
Niedaleko od Białego Krzyża znajduje się Sakrakopec, miejsce, gdzie 24 listopada 1966 r. doszło do katastrofy samolotu Ił-18 bułgarskich linii lotniczych – lot TABSO LZ101, podczas której zginęły wszystkie 82 osoby będące na pokładzie maszyny. Z Białego Krzyża drogowskazy prowadzą do miejsca katastrofy, gdzie można znaleźć tablice informacyjne o tragedii.

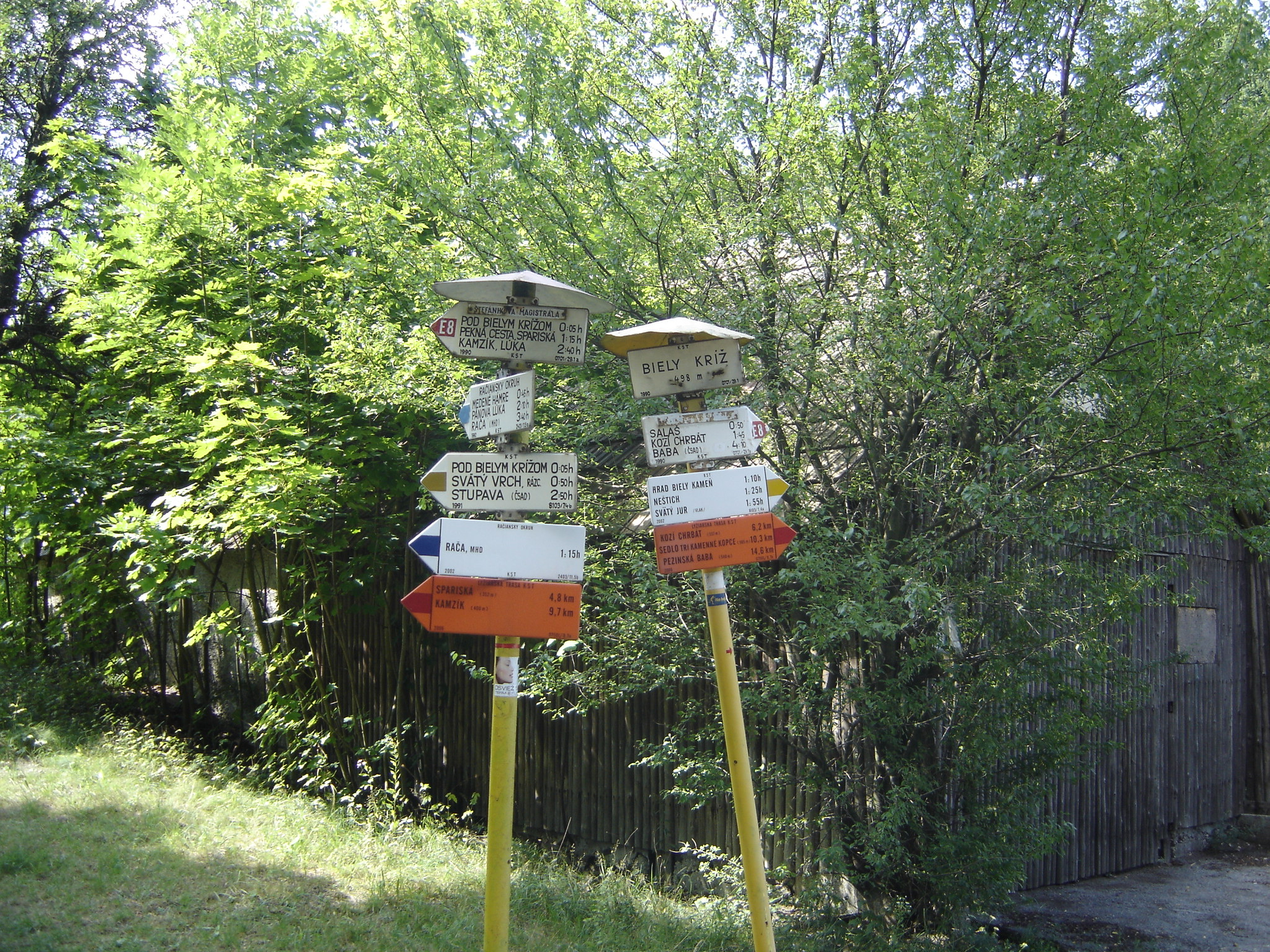
Drogowskazy
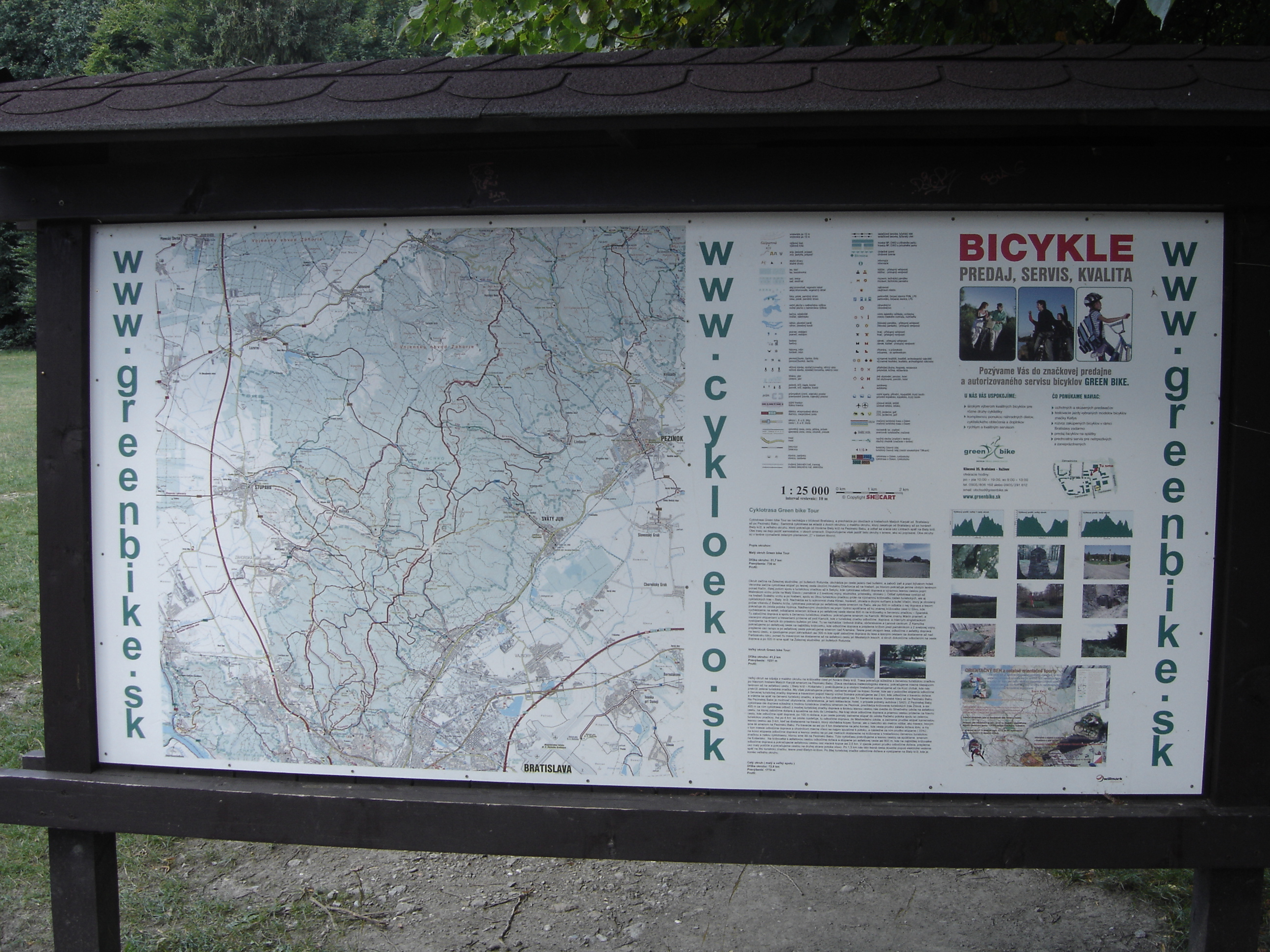
Mapa dla turystów
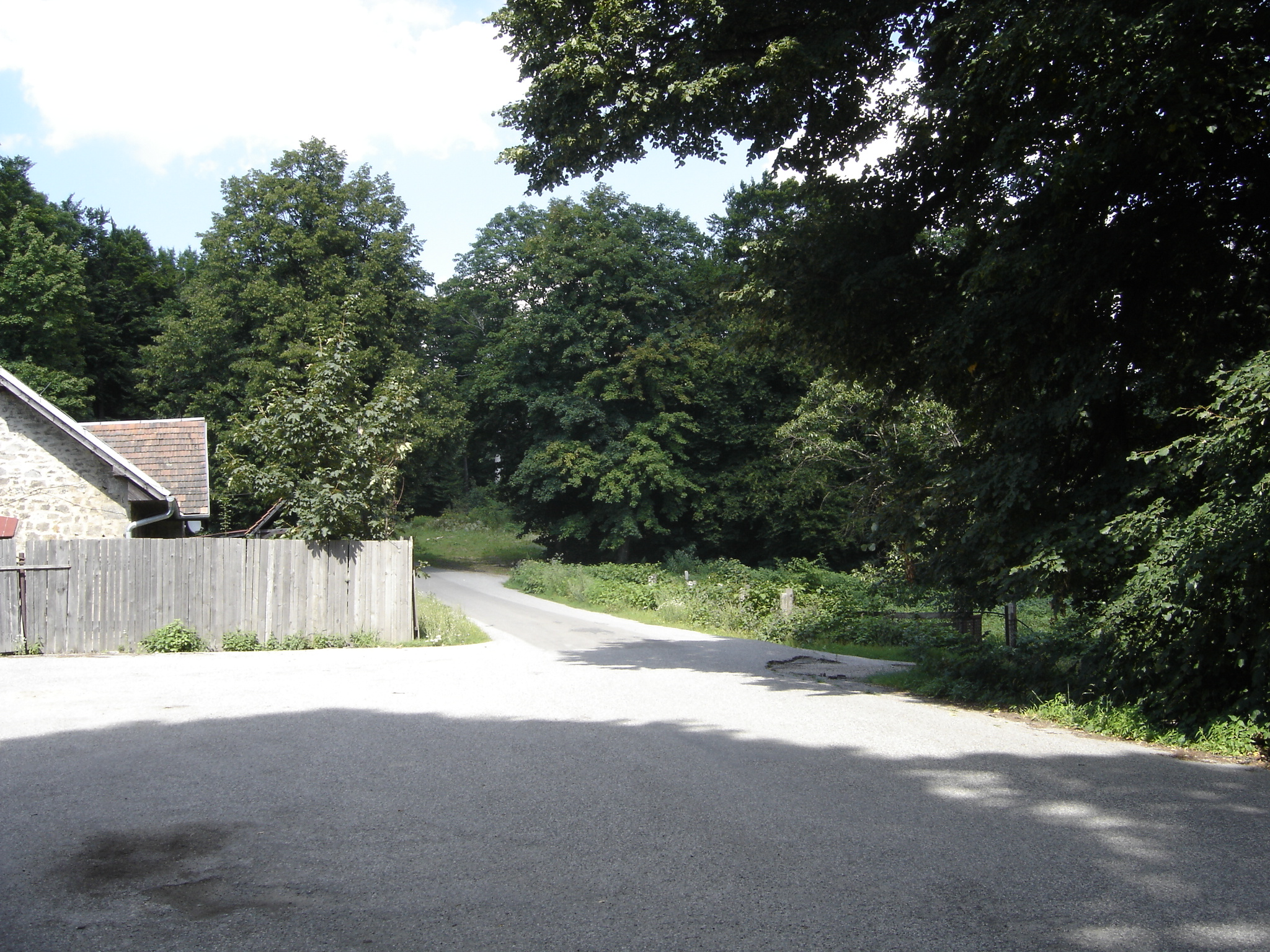
Kierunek Svätý Jur prosto. Pierwsze odbicie w prawo w kierunku miejsca katastrofy lotniczej.
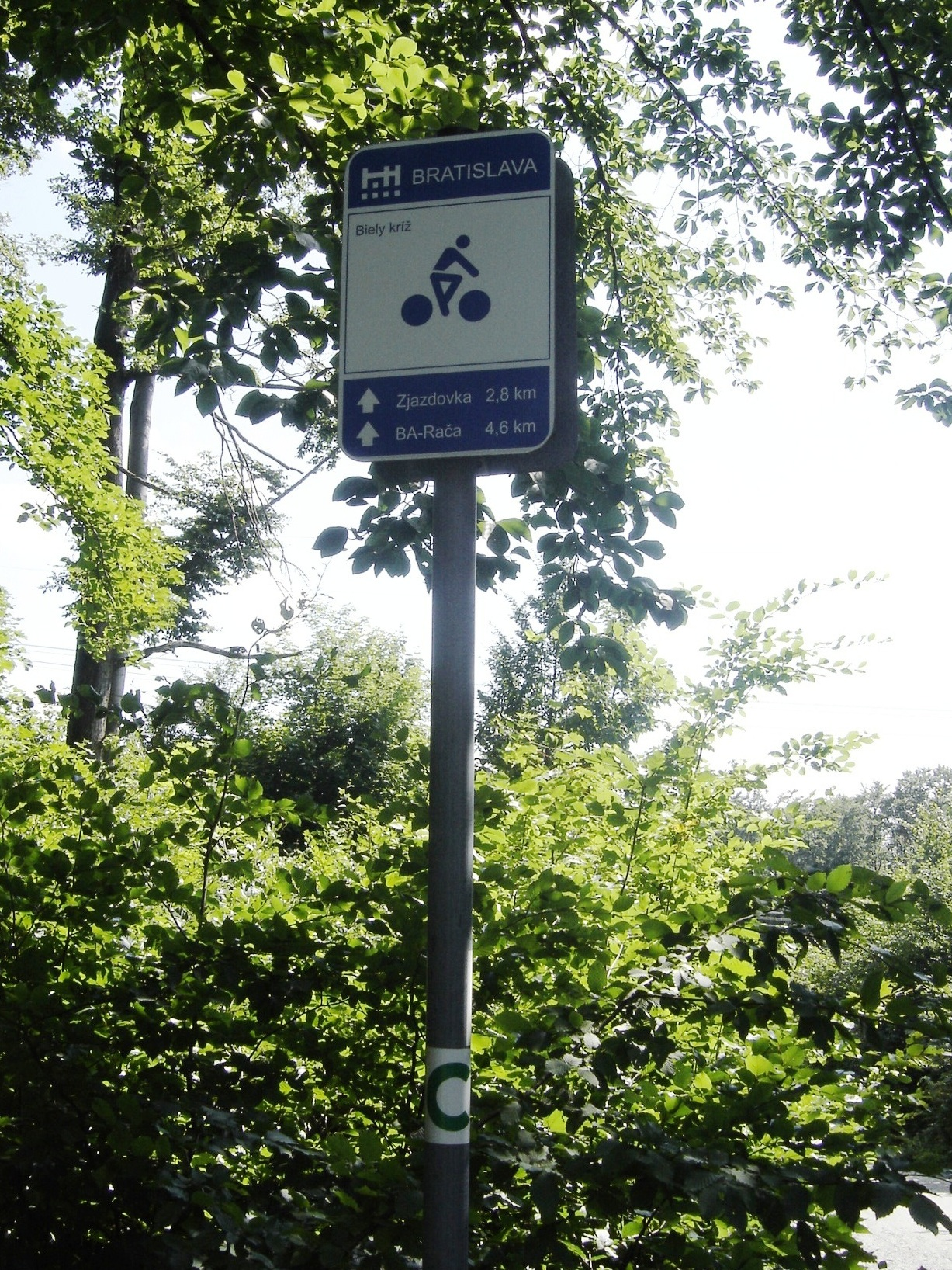
Tablica informacyjna dla rowerzystów; kierunek Bratysława-Rača
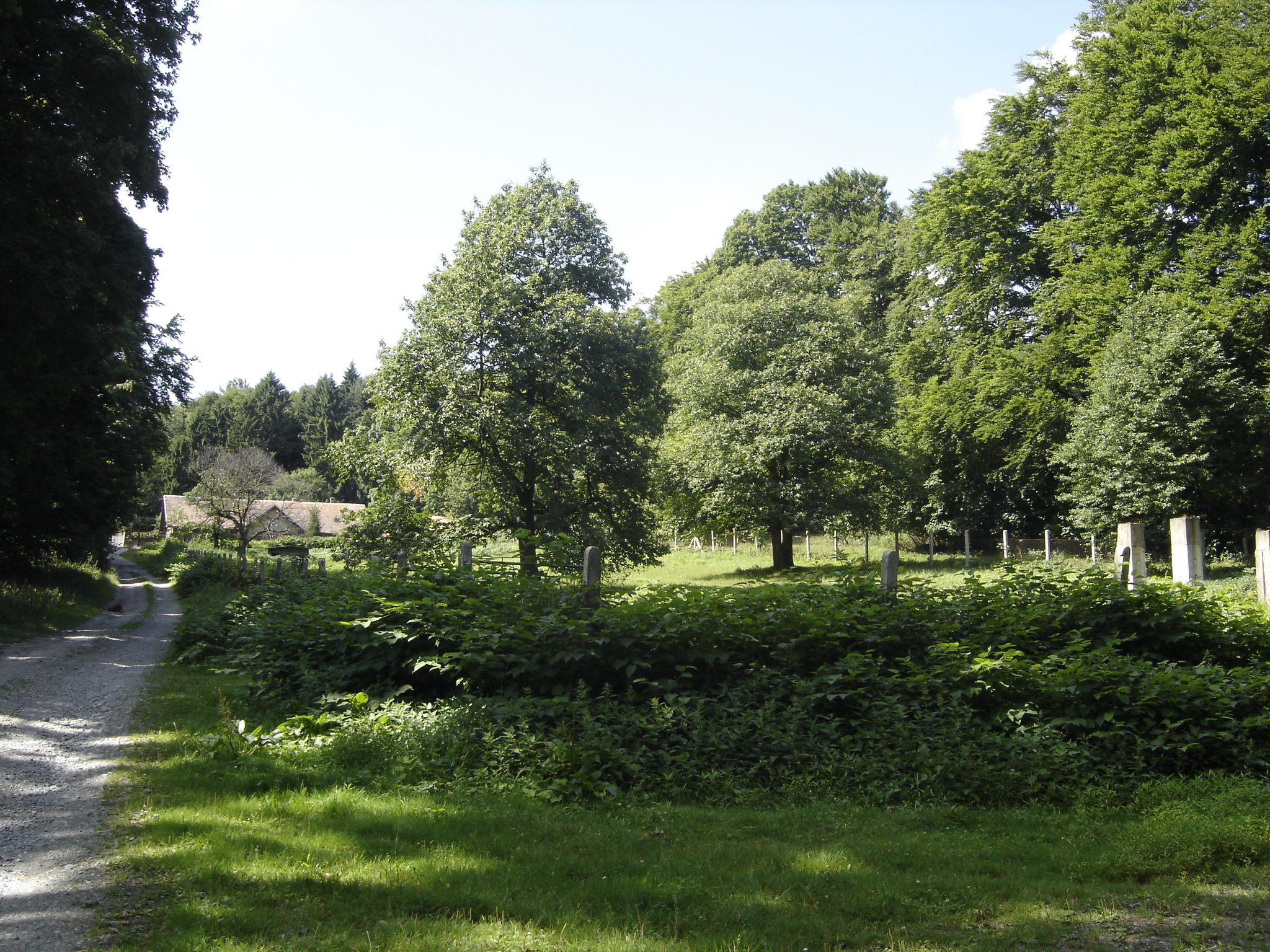
Kilkadziesiąt metrów od Białego Krzyża

Pod Białym KrzyżemRača

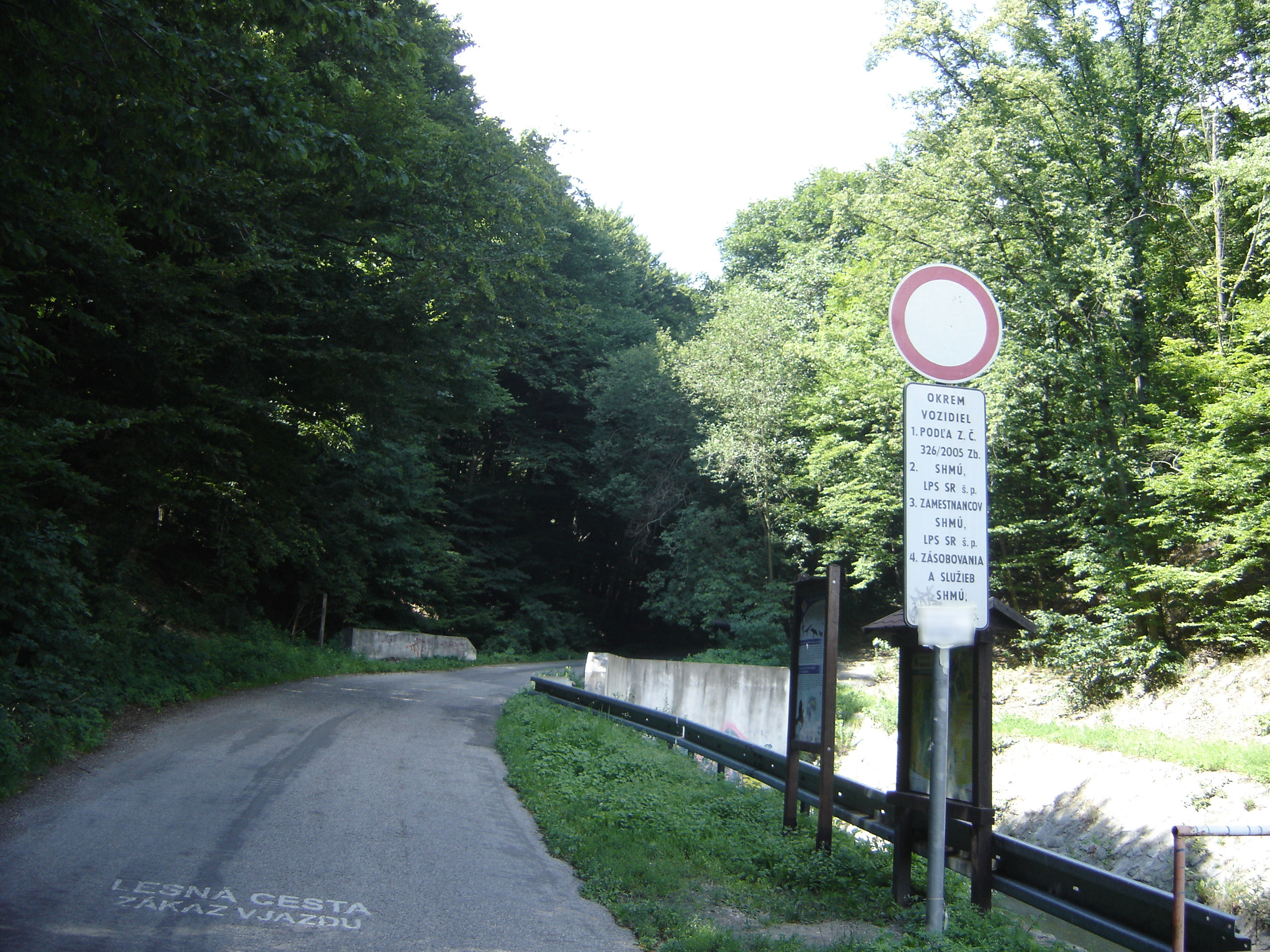
Wjazd do lasu kierunkiem na Biały Krzyż
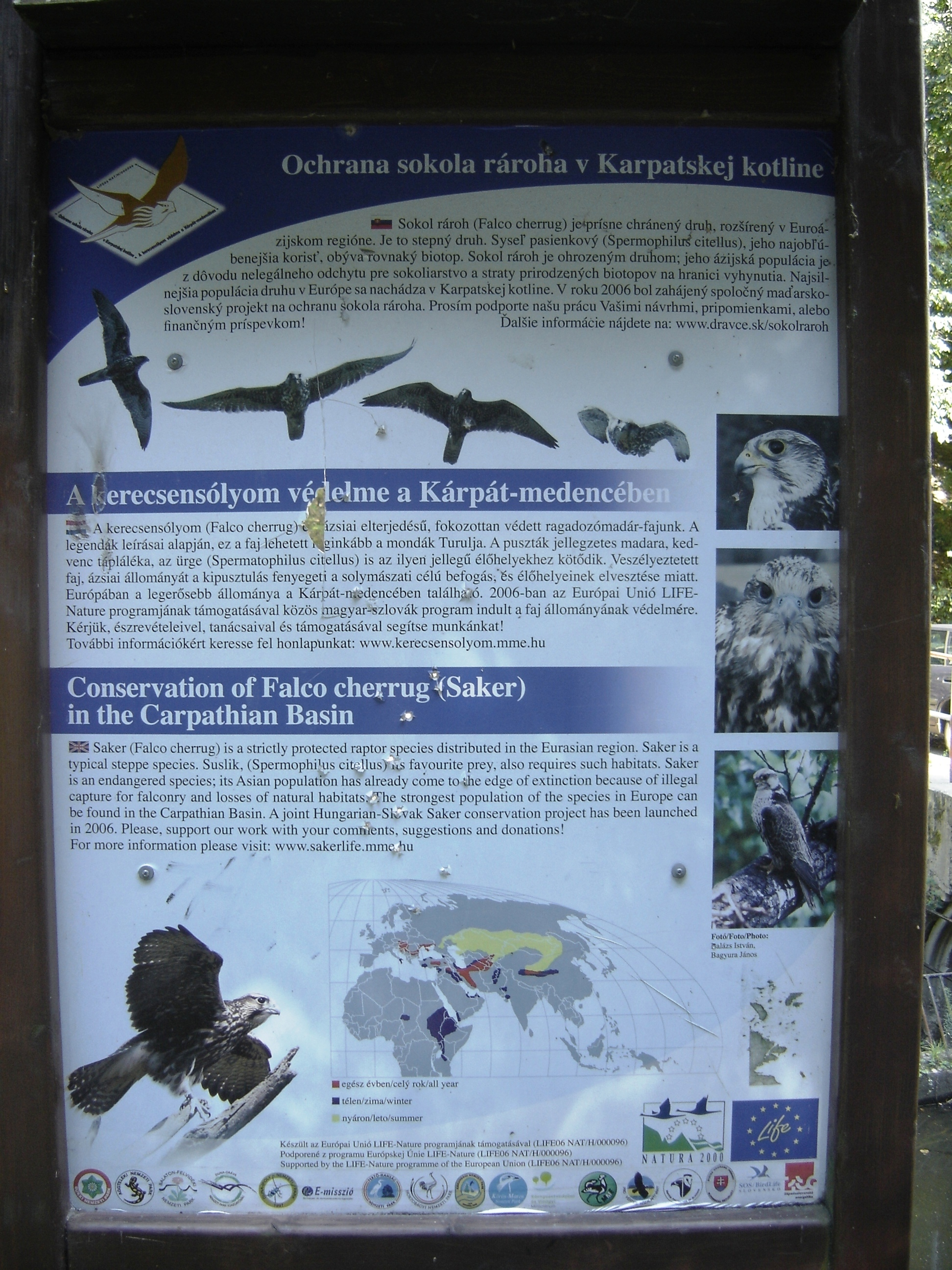
Tablica informacyjna o chronionym sokole
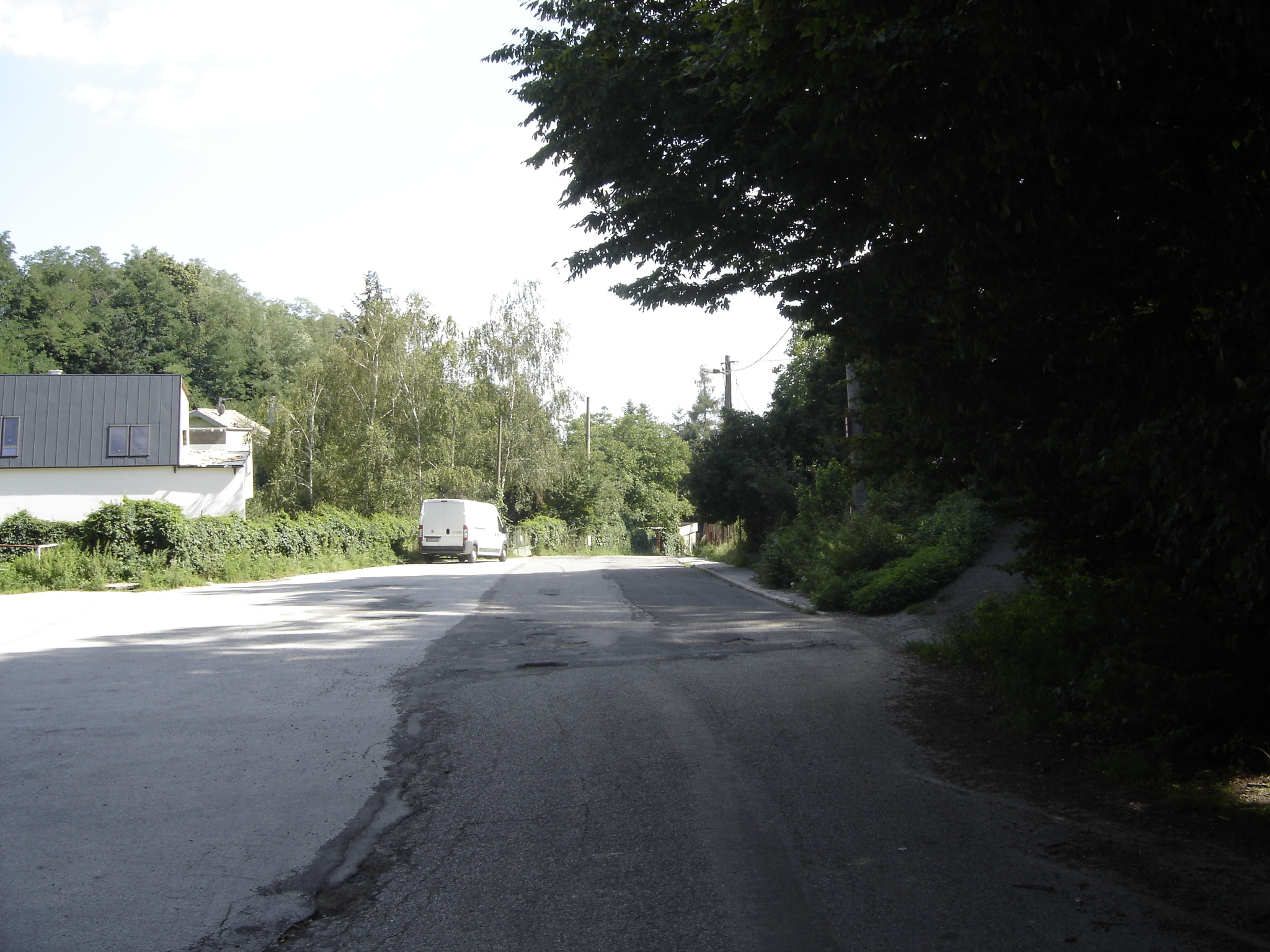
Koniec ul. Potočnej przy wjeździe do lasu